# Банк-депозитарий
Банк-депозитарий (англ. depositary bank) — банк, организованный в США Национальной ассоциацией дилеров ценных бумаг и предоставляющий агентские услуги по размещению и обращению ценных бумаг по программе американских депозитарных расписок.
Депозитарные услуги, предоставляемые банком:
- выпуск депозитарных расписок, удостоверяющих право собственности на депонированные акции
- ведение реестра владельцев депозитарных расписок, в котором фиксируются все случаи перехода прав собственности на депозитарные расписки и их конвертации
- распределение дивидендов в долларах США
- организация депонирования обыкновенных акций у местного депозитарного банка
- проведение расчётов по брокерским сделкам.